# Lokina tamasi
Espèce
Lokina tamasi est une espèce d'araignées aranéomorphes de la famille des Salticidae.

## Distribution
Cette espèce est endémique d Chine. Elle se rencontre au Guizhou et au Sichuan.

## Description
La carapace du mâle holotype mesure 1,53 mm de long et l'abdomen 1,49 mm de long et la carapace de la femelle paratype mesure 1,37 mm et l'abdomen 1,67 mm.

## Systématique et taxinomie
Cette espèce a été décrite par Yu et Zhang en 2023.

## Étymologie
Cette espèce est nommée en l'honneur de Tamás Szűts.

## Publication originale
- Yu, Wang, Maddison & Zhang, 2023 : « Two new genera of Euophryini from southern China and Malaysia (Araneae, Salticidae, Salticinae). » Zootaxa, no 5231(3), p. 201-248.